# 汤黎路
汤黎路（1953年9月—），男，安徽无为人，中华人民共和国政治人物。北京大学国际政治系政治学专业毕业，大学专科学历。

## 生平
1977年3月加入中国共产党。历任中共宁波市纪委副书记，中共慈溪市委书记，中共宁波市委常委、市委组织部部长，中共金华市委副书记、市长、市委书记、市人大常委会主任，云南省人民政府省长助理（挂职），浙江省经济贸易委员会主任、省经济和信息化委员会主任等职。2009年12月，任中共浙江省委统战部部长。2011年1月，被补选为浙江省政协副主席。2017年3月，辞去浙江省政协副主席职务。